# Beutelmarder
Die Beutelmarder (Dasyurus) sind eine Gattung der Familie der Raubbeutler mit sechs Arten. Mit den plazentalen Mardern sind sie nicht näher verwandt. Sie sind nach dem Beutelteufel die größten Mitglieder ihrer Familie. Gelegentlich wird für die Gattung und ihre Arten auch die englische Bezeichnung Quoll verwendet.

## Beschreibung
Das Fell ist grau oder braun, kennzeichnend für alle Beutelmarderarten sind die weißen Flecken am Körper. Die Körperlänge (ohne Schwanz) variiert von 25 bis 35 Zentimeter bei den kleineren Arten, während der Riesenbeutelmarder bis zu 75 Zentimeter erreichen kann. Diese Art kann ein Gewicht von 2 bis 3 Kilogramm erreichen.

## Verbreitung und Lebensweise
Beutelmarder finden sich über ganz Australien verteilt, außerdem in Neuguinea, auf Tasmanien und anderen Inseln. Wie fast alle Raubbeutler sind die Beutelmarder nachtaktiv. Den Tag verbringen sie in Höhlen, Erdlöchern oder hohlen Baumstämmen. Obwohl sie vorwiegend Bodenbewohner sind, können sie gut klettern. Beutelmarder bewohnen unterschiedliche Habitate, von den trockenen Gebieten Zentralaustraliens über felsiges Terrain bis hin zu Wäldern.

## Ernährung
Die Beutelmarder sind prinzipiell Räuber, ernähren sich jedoch manchmal auch von pflanzlichem Material (zum Beispiel Früchten). An tierischer Beute steht alles von Insekten über Frösche, Echsen bis zu kleinen Säugern wie Wallabys, Nagetieren oder Hasen auf ihrem Speiseplan. Manchmal vertilgen sie auch Aas.

## Fortpflanzung
Beutelmarder haben keine voll ausgebildeten Beutel, vielfach wird er nur während der Tragezeit angelegt. Die Paarung findet im australischen Winter, zwischen Mai und Juli, statt. Nach einer Tragzeit von 16 bis 25 Tagen kommen die Jungen zur Welt. Oft werden viel mehr Junge geboren als dann tatsächlich überleben können. Zwei bis sechs Jungtiere bleiben 7 bis 15 Wochen lang im Beutel der Mutter, solange, bis sie herausgewachsen sind. Mit rund einem halben Jahr bis einem Jahr sind sie selbständig.

Die Männchen des im nördlichen Australien lebenden Zwergbeutelmarders (Dasyurus hallucatus) sterben nach der Fortpflanzung (Semelparität). Dies ist auf Überanstrengung und mangelnden Schlaf zurückzuführen. Die Weibchen paaren sich maximal vier Perioden lang.

## Bedrohung
Ihr Verbreitungsgebiet ist durch menschliche Besiedelung, Bejagung und Konkurrenz durch eingeschleppte Raubtiere mancherorts stark eingeschränkt worden. Vier der sechs Arten werden von der IUCN als gefährdet (vulnerable) eingestuft.

## Arten

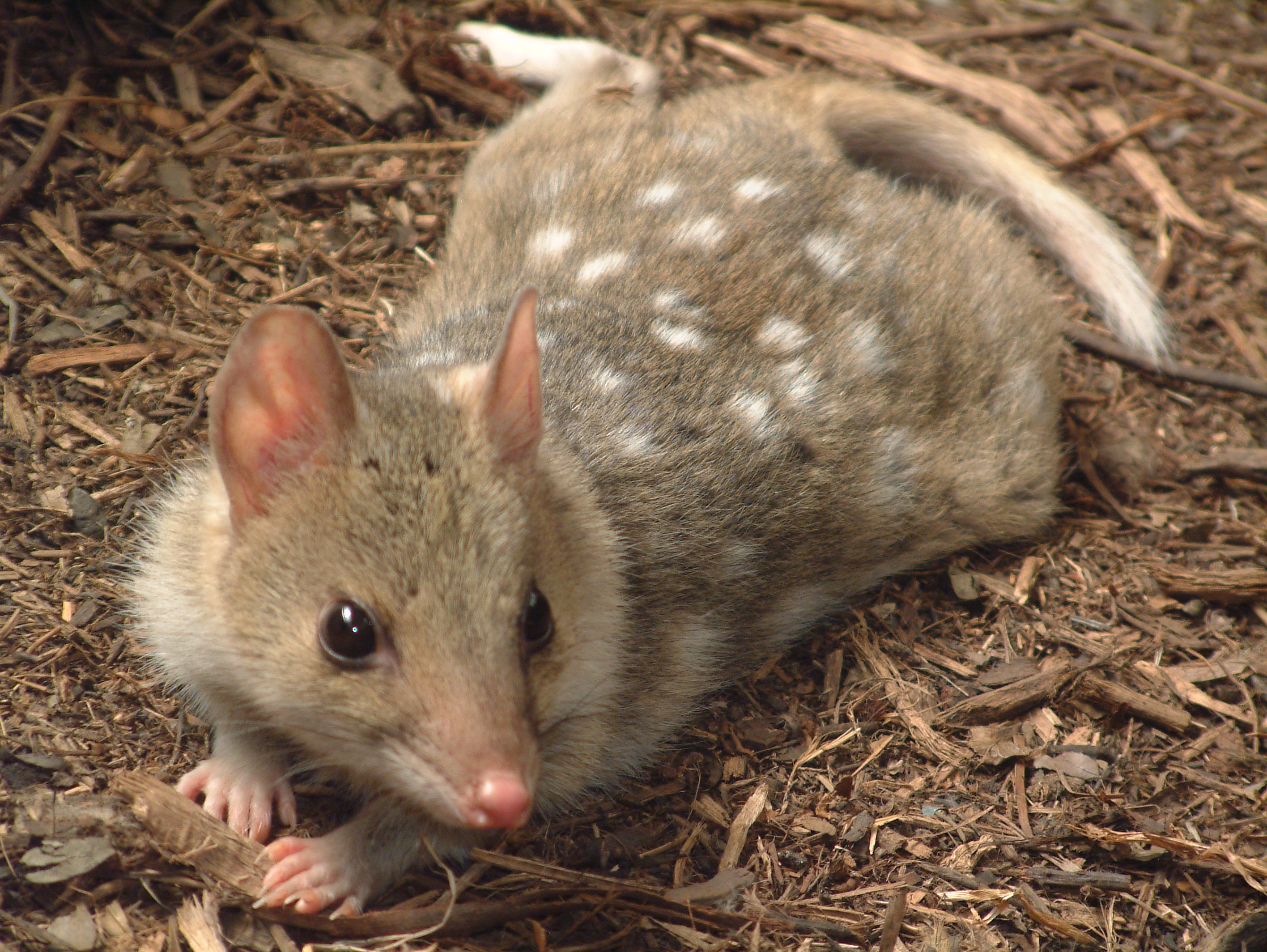
Tüpfelbeutelmarder (Dasyurus viverrinus)

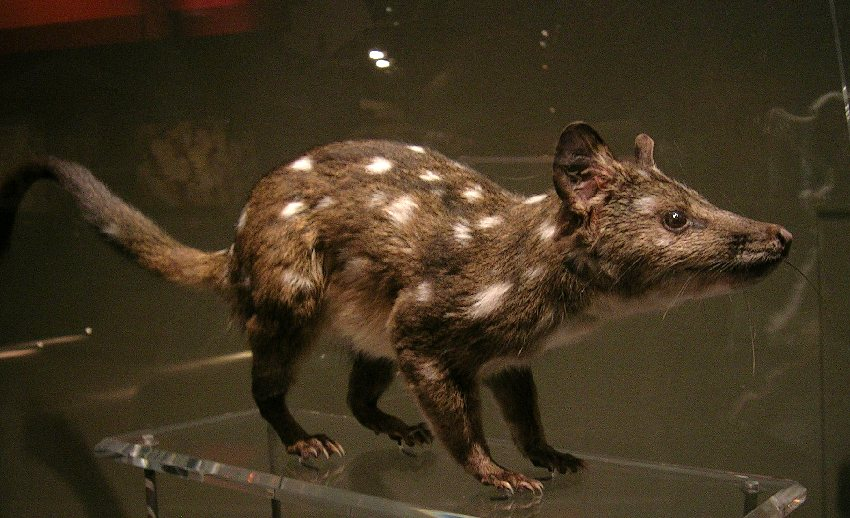
Schwarzschwanz-Beutelmarder (Dasyurus geoffroii)

- Der Zwergbeutelmarder (Dasyurus hallucatus) zählt mit 24 bis 35 Zentimetern Kopfrumpflänge zu den kleineren Arten. Er lebt in Wäldern und gebirgigen Regionen im nördlichen Australien (vom nördlichen Western Australia bis ins östliche Queensland). In manchen Regionen wie der Kap-York-Halbinsel ist er selten geworden, insgesamt wird er als gefährdet gelistet.

- Der Tüpfelbeutelmarder (Dasyurus viverrinus) gehört zu den mittelgroßen Arten und unterscheidet sich von den anderen Beutelmardern durch das Fehlen der Großzehe. Er lebt nur mehr auf Tasmanien, auf dem australischen Festland wurde er seit 1966 nicht mehr gesichtet und gilt dort als ausgestorben.

- Der Schwarzschwanz-Beutelmarder (Dasyurus geoffroii) war früher über weite Teile Australiens verbreitet, bewohnt heute aber nur mehr kleine, zerstückelte Gebiete, unter anderem im südwestlichen Australien. Mit 29 bis 65 Zentimetern Kopfrumpflänge zählt er zu den größeren Arten. Diese Art wird von der IUCN als gefährdet gelistet.

- Der Bronzequoll (Dasyurus spartacus) lebt in einem kleinen Savannengebiet im südwestlichen Papua-Neuguinea. Die Art ist vor allem durch ihr bronzefarbenes Fell charakterisiert.

- Der Neuguinea-Beutelmarder (Dasyurus albopunctatus) ist mit 24 bis 35 Zentimetern Kopfrumpflänge eine der kleinsten Arten. Er bewohnt weite Teile Neuguineas, wo er in einer Reihe von Habitaten bis 3500 Meter Seehöhe vorkommt. Die Art gilt als gefährdet.

- Der Riesen- oder Fleckschwanzbeutelmarder (Dasyurus maculatus) ist mit 40 bis 75 Zentimetern Kopfrumpflänge und 2 bis 3 Kilogramm Gewicht die größte Art. Als einziger seiner Gattung ist bei ihm auch der Schwanz gepunktet. Die Art lebt im östlichen und südöstlichen Australien sowie auf Tasmanien. Wegen ihres zerstückelten Verbreitungsgebietes gilt auch diese Art als gefährdet.